# Bran Stark
Brandon "Bran" Stark er en fiktiv person i den amerikanske forfatter George R. R. Martins fantasyserie A Song of Ice and Fire og i HBOs filmatisering Game of Thrones.
Karakteren blev introduceret i Kampen om tronen (1996). Bran er den anden søn af Lord Eddard og Lady Catelyn Stark af Winterfells fire børn. Han optræder efterfølende i Kongernes kamp (1998) og En storm af sværd (2000), mens han var en af de få prominente karakterer der ikke optrådte i romanen Kragernes rige (2005), men han vendte tilbage i den femte roman En dans med drager (2011). Fra barnsben drømmer Bran om at blive ridder, men han bliver lam tidligt i den første roman, da Jaime Lannister skubber ham ud af et vindue, da han opdager Lannisters incestiøse affære med sin søster Cersei Lannister. Efter han vågner af en måneder-lang koma bliver han plaget af drømme om en mystisk figur der får ham til at rejse mod nord til den anden siden af Muren. Brans rejse sammen med forskellige ledsagere leder ham dybt ind i en magisk skov, hvor han begynder at opdage mystiske kræfterog egenskaber..
I et interview med Rolling Stone i 2014 fortalte Martin at Brans skelsættende kapitel med Jaime og Cersei var der, der fangede mange læesre tidligt i den første roman.
Bran bliver spillet af den engelsk skuespiller Isaac Hempstead Wright i HBO's tv-serie. Brans karakteristiska i de senere sæsoner af tv-serieren, inklusive med White Walkers og the Night King, har genereret mange teorier blandt fans af serien.